# Huizerhoogt
Huizerhoogt is een buurtschap in de gemeente Huizen, in de provincie Noord-Holland.

## Ligging
Huizerhoogt grenst aan de gemeente Blaricum, maar valt formeel onder de plaats Huizen. Het gebied is langs en rondom de Blaricummerstraat.

## Omschrijving
De Blaricummerstraat is in 1834 aangelegd als verbindingsweg tussen Blaricum en Huizen. In jaren 20 van de 20e eeuw is er begonnen met bebouwing in deze vilawijk. Het stratenplan, alsmede enkele woningen zijn ontworpen door Harry Elte, de woningen kenmerken zich door lage bakstenen gevels met de steile rieten kappen. Het merendeel van de woningen in deze wijk is gebouwd na de Tweede Wereldoorlog
In de laatste 30 jaar van de twintigste eeuw is een paar keer een plan ter sprake gekomen waarbij Huizerhoogt zou worden ingeruild voor een deel van de Bijvanck, dat in de gemeente Blaricum ligt, maar aan Huizen grenst.
Dorp: Huizen      Buurtschappen: Bikbergen · Crailo · Huizerhoogt · Valkeveen

Wijken: Bijvanck · Bovenweg · Huizermaat · Oostermeent · Oude dorp · Stad en Lande · Vierde Kwadrant · Zenderwijk
Noord-Holland: Steden en dorpen      Nederland: Provincies · Gemeenten